# آرثر أوكونيل
آرثر أوكونيل (بالإنجليزية: Arthur O'Connell)‏ هو ممثل أمريكي، ولد في 29 مارس 1908 بمانهاتن في الولايات المتحدة، وتوفي في 18 مايو 1981 في الولايات المتحدة بسبب مرض آلزهايمر.

## أعمال

### أفلام
- (1948) المدينة العارية
- (1955) نزهة
- (1959) تحليل جريمة قتل
- (1965) السباق العظيم
- (1966) رحلة رائعة
- (1970) الوادي الأخير
- (1972) مغامرة بوسيدون[3][4][5]

## ترشيحات
- جائزة الأوسكار لأفضل ممثل مساعد، عن عمل: تحليل جريمة قتل (1955)
- جائزة الأوسكار لأفضل ممثل مساعد، عن عمل: نزهة (1955)

## وصلات خارجية
- آرثر أوكونيل على موقع IMDb (الإنجليزية)
- آرثر أوكونيل على موقع الموسوعة البريطانية (الإنجليزية)
- آرثر أوكونيل على موقع ألو سيني (الفرنسية)
- آرثر أوكونيل على موقع تيرنر كلاسيك موفيز (الإنجليزية)
- آرثر أوكونيل على موقع أول موفي (الإنجليزية)
- آرثر أوكونيل على موقع قاعدة بيانات برودواي على الإنترنت (الإنجليزية)
- آرثر أوكونيل على موقع قاعدة بيانات برودواي على الإنترنت (الإنجليزية)
- آرثر أوكونيل على موقع قاعدة بيانات الأفلام السويدية (السويدية)
- آرثر أوكونيل على موقع إن إن دي بي (الإنجليزية)
- آرثر أوكونيل على موقع قاعدة بيانات الفيلم (الإنجليزية)